# Saint-Forget
Saint-Forget ist eine französische Gemeinde mit 445 Einwohnern (Stand: 1. Januar 2022) im Département Yvelines in der Region Île-de-France. Sie gehört zum Arrondissement Rambouillet und zum Kanton Maurepas (bis 2015: Kanton Chevreuse). Die Einwohner werden Féréoliens genannt.

## Geographie
Die Gemeinde gehört zum Regionalen Naturpark Haute Vallée de Chevreuse. Saint-Forget liegt etwa 29 Kilometer westsüdwestlich von Paris und wird umgeben von den Nachbargemeinden Le Mesnil-Saint-Denis im Norden und Nordwesten, Saint-Lambert im Norden und Nordosten, Chevreuse im Osten, Choisel im Süden sowie Dampierre-en-Yvelines im Süden und Westen.

## Bevölkerungsentwicklung
| Jahr                      | 1962 | 1968 | 1975 | 1982 | 1990 | 1999 | 2006 | 2013 |
| Einwohner                 | 273  | 235  | 290  | 370  | 458  | 521  | 484  | 477  |
| Quelle: Cassini und INSEE |      |      |      |      |      |      |      |      |

## Sehenswürdigkeiten
Siehe auch: Liste der Monuments historiques in Saint-Forget
- Kirche Saint-Ferréol aus dem 12. Jahrhundert, im 14. und 17. Jahrhundert umgebaut
- Schloss Mauvières aus dem 17./18. Jahrhundert

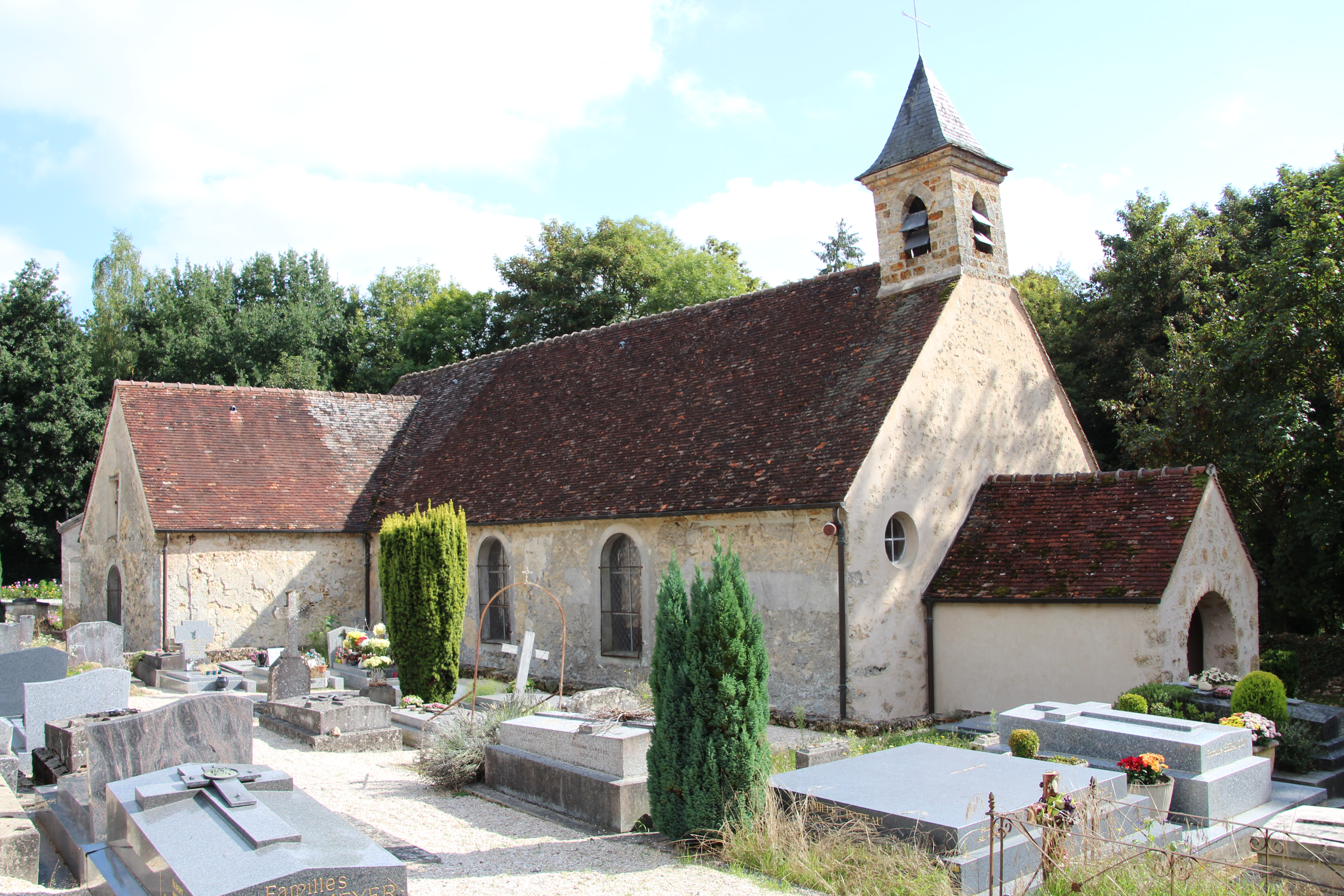
Kirche Saint-Ferréol
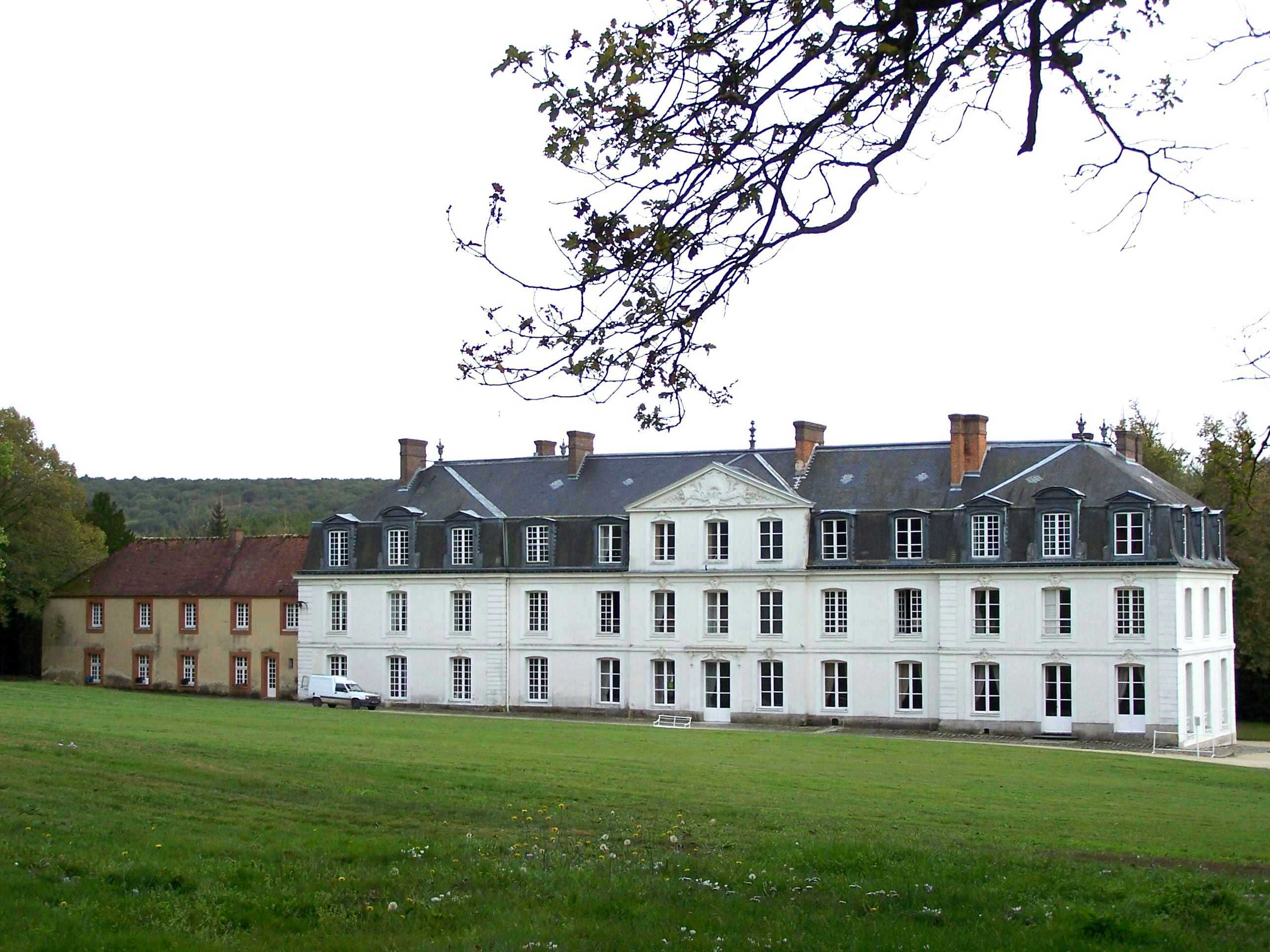
Schloss Mauvières